# Sigismondo Gonzaga
Sigismondo Gonzaga (ur. w 1469 w Mantui, zm. 3 października 1525 tamże) – włoski kardynał.

## Życiorys
Był jednym z sześciorga dzieci Fryderyka I Gonzagi i jego żony Margherity. W młodości zaciągnął się do służby wojskowej; był m.in. dowódcą wojsk swojego brata Franciszka II Gonzagi. Następnie został protonotariuszem apostolskim. 1 grudnia 1505 został kreowany kardynałem i w 1506 roku otrzymał diakonię Santa Maria Nuova. 10 lutego 1511 został administratorem diecezji w Mantui i pozostał nim do 10 maja 1521. W międzyczasie pełnił też rolę legata w Bolonii. W 1514 roku otrzymał od papieża Leona X seniorat Soloralo. W 1524 został administratorem diecezji Aversa, z której zrezygnował jeszcze w tym samym roku.